# خنساء الشيحة
خنساء عبد الصمد الشيحة (بالإنجليزية: Dr.Khansaa Abdulsamad Alshiha)‏ أكاديمية سعودية وباحثة و ناشطة في الحقوق المدنية. لديها درجة دكتوراة الفلسفة في علم الاجتماع التطبيقي من جامعة بوسطن في الولايات المتحدة الأمريكية في مجال بحث عن ديناميكية الحضارةحضارة الإنسانية واضطرابات الهوية السيكواجتماعية الثقافية.

## مسيرتها
ولدت د.خنساء الشيحة بمدينة جدة في المملكة العربية السعودية (1971 ,July 3) من أب سعودي د.عبدالصمد خالد الشيحة من مدينة الرياض, المملكة العربية السعودية, و أم تحمل الجنسية السعودية من أصول لبنانية فريال حكمي. متزوجة من رجل أعمال سعودي ولديها ثلاث من الأبناء: لونا ورامي و كرم. في طفولتها انتقلت مع والديها إلى الولايات المتحدة حيث كان والدها، الذي لم يعترف بزواجه من فريال حكمي، يحضر لرسالتي الماجستير ومن ثم الدكتوراة. بعد انفصال والديها، انتقلت برفقة والدتها للعيش في باريس، فرنسا. و لكن والدتها فريال حكمي رجعت إلى جدة، المملكة العربية السعودية بعد وفاة والدها رجل الأعمال السعودي من اصول لبنانية رجب حكمي لتعتني بأمها بهية غطاس. درست د.خنساء درجة البكالوريوس في علم الاجتماع من جامعة الملك عبد العزيز و بعد تخرجها ذهبت إلى باريس، فرنسا لتبقى عند خالتها سميرة حكمي الصحفية والناشطة في حقوق المرأة التي تحمل الجنسية الفرنسية وعملت كصحفية لمدة ثلاث سنوات. و بعد ضغط من والدها عادت إلى جدة، المملكة العربية السعودية لتكمل دراسة الماجستير في علم الاجتماع من جامعة الملك عبد العزيز. بعد زواجها انتقلت للعيش مع زوجها في الولايات المتحدة فترة من الزمن وحصلت على شهاد الدكتوراة من جامعة بوسطن في الولايات المتحدة الأمريكية في علم الاجتماع التطبيقي. د.خنساء الشيحة تجيد تحدث العربية والإنجليزية والفرنسية.

## البحث العلمي
د.خنساء الشيحة لديها العديد من الأبحاث والدراسات الاجتماعية المنشورة في الصحافة العالمية والأكاديمية في جامعة بوسطن في الولايات المتحدة الأمريكية حيث تعمل كباحثة و زميل مشارك. كان اهتمامها في العمل الميداني ما ساعد على تكوين قاعدة بيانات و شبكات اجتماعية استخدمتها في العديد من الدراسات الاجتماعية والتحليل الإحصائي للمجموعات. جولاتها الميدانية تضم الولايات المتحدة والسعودية ولبنان وفرنسا.

## المنظمات البحثية العالمية
لدى د.خنساء الشيحة اتصال مهني بمنظمات بحثية عالمية. فقد عملت بعد حصولها على الدكتوراة في منظمات دراسات اجتماعية واقتصادية و تخطيط حضاري كباحثة مشاركة ومتفرغة ومستشارة تحليل على عدة مراحل. من هذه المنظمات: <CASRO, <RAND, <Economic Policy Research Organization, دار البحث والاستشارة REACH SAL في بيروت لبنان